# Ancienne église de Tampere
L’ancienne église de Tampere (finnois : Tampereen Vanha kirkko) est une église  située dans le quartier de Tammerkoski à Tampere en Finlande,.

## Description
L'église est conçue par Charles Bassi dans un style néoclassique et construite en 1825.
Le clocher est conçu par Carl Ludvig Engel est érigé en 1828.
Le retable représentant le Jardin des oliviers est peint en 1831 par Robert Wilhelm Ekman.
La chaire de style Empire est conçue en 1831 par Carl Aleksander Engel.

## Galerie

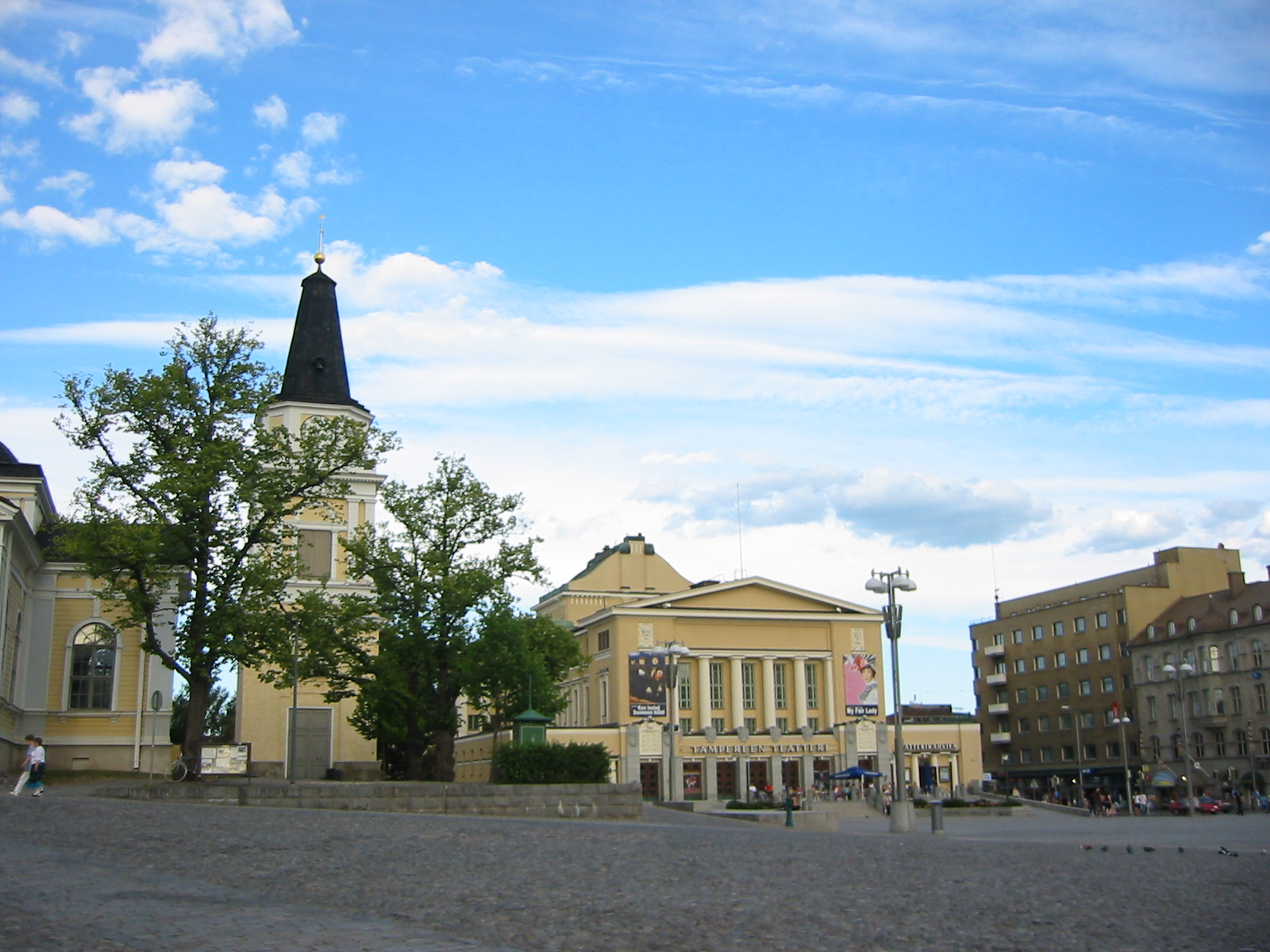
L'église sur la Place centrale de Tampere
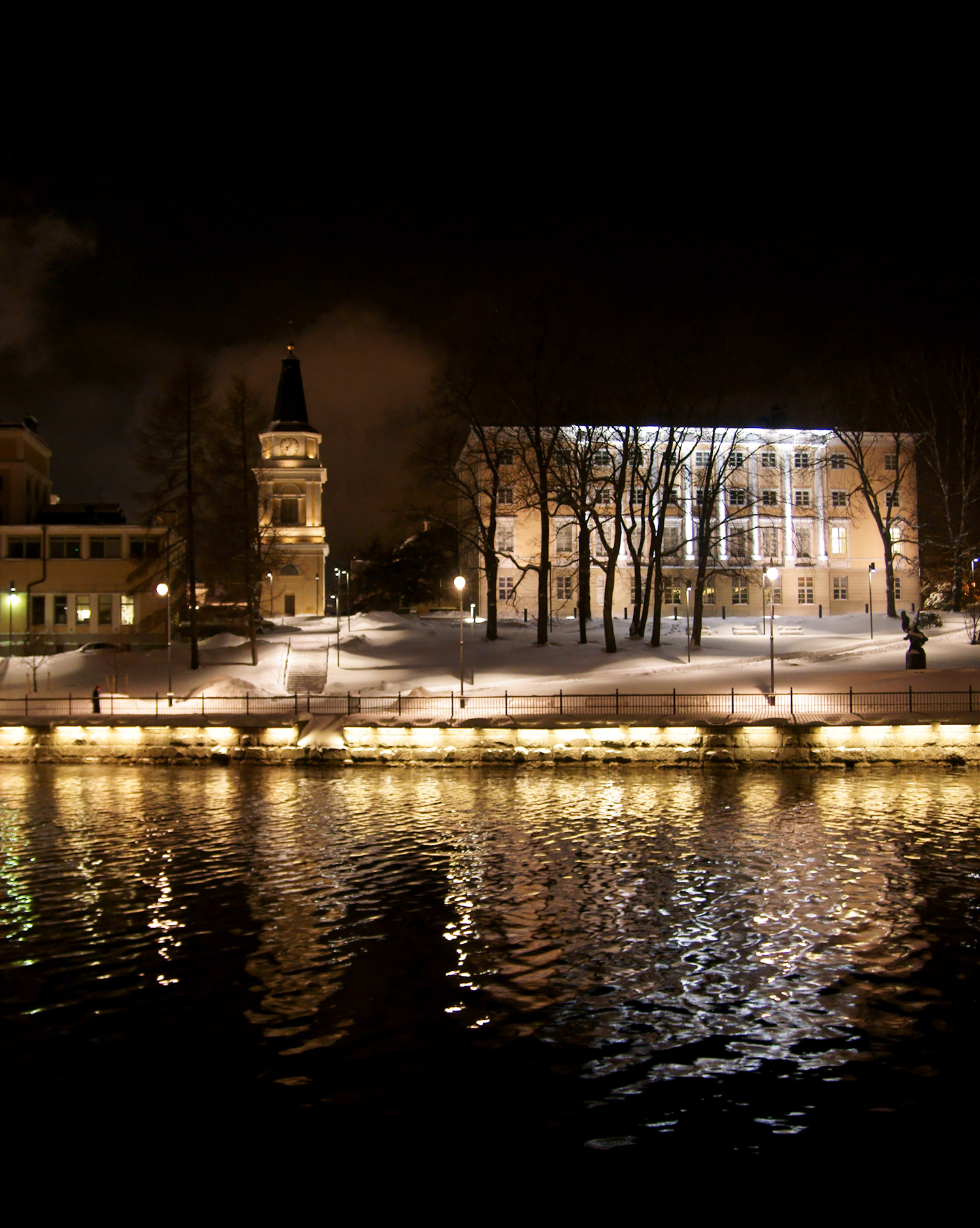
L'église et le théâtre de Tampere.
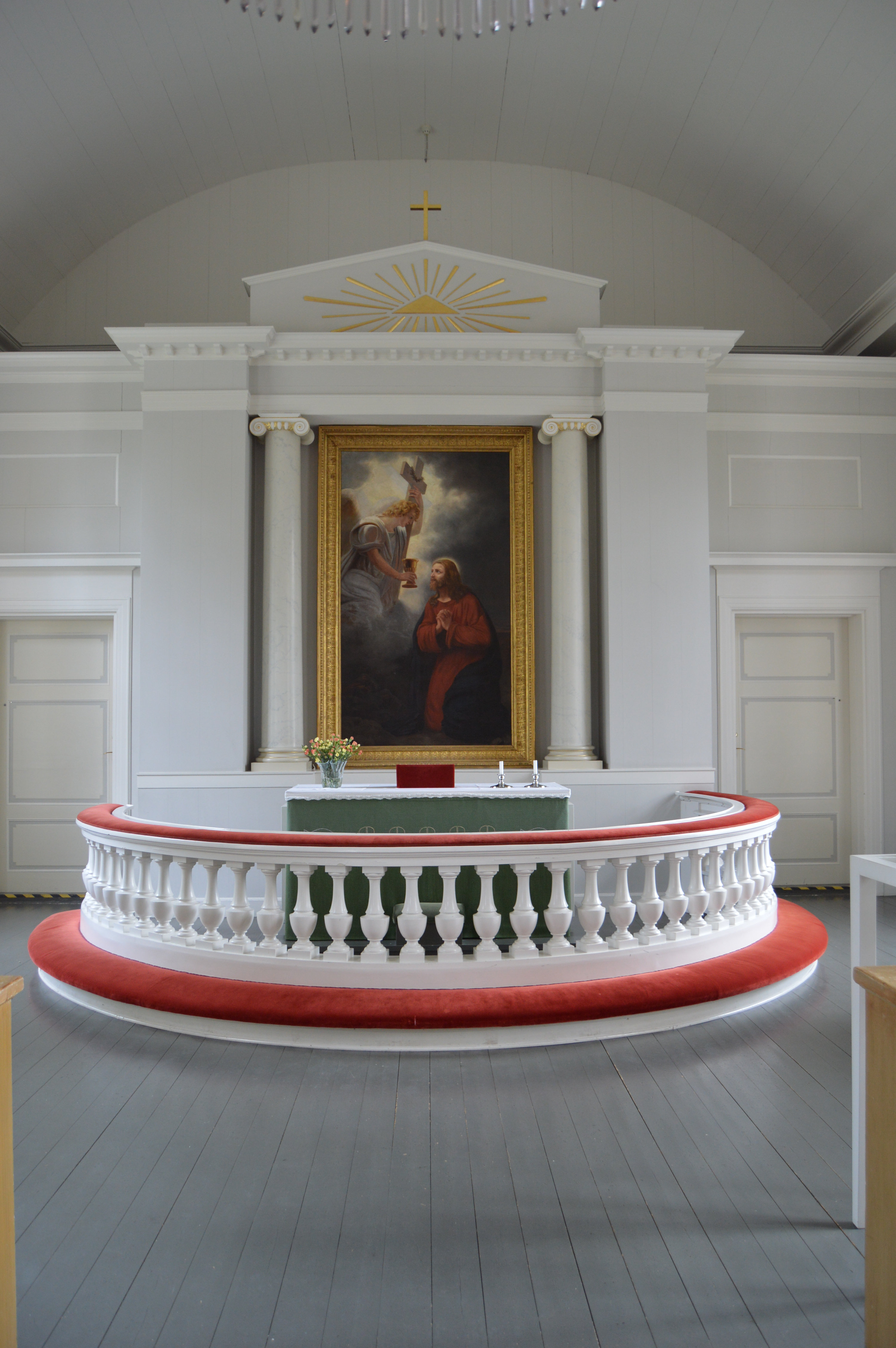
L'autel.
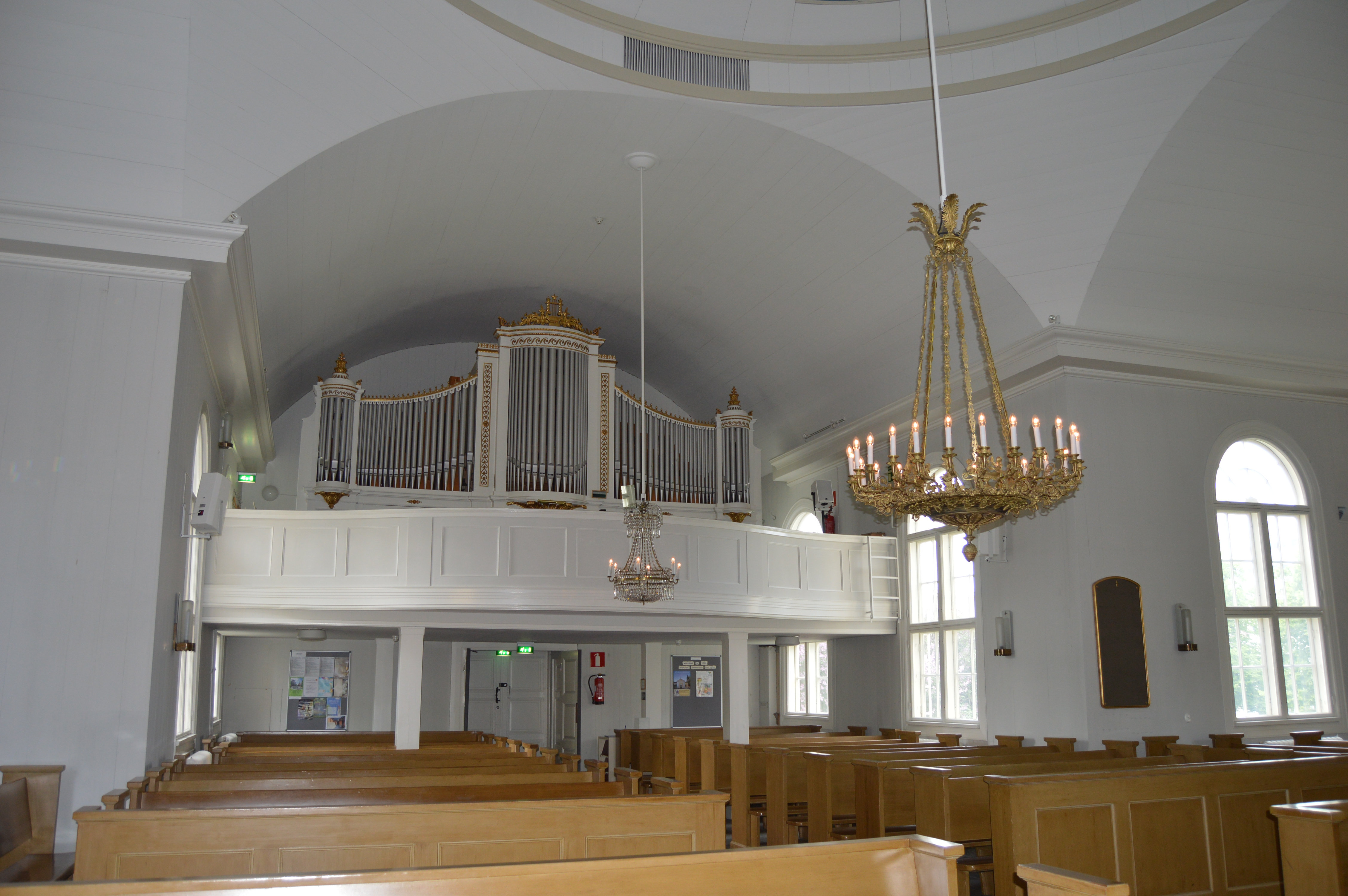
L'orgue.
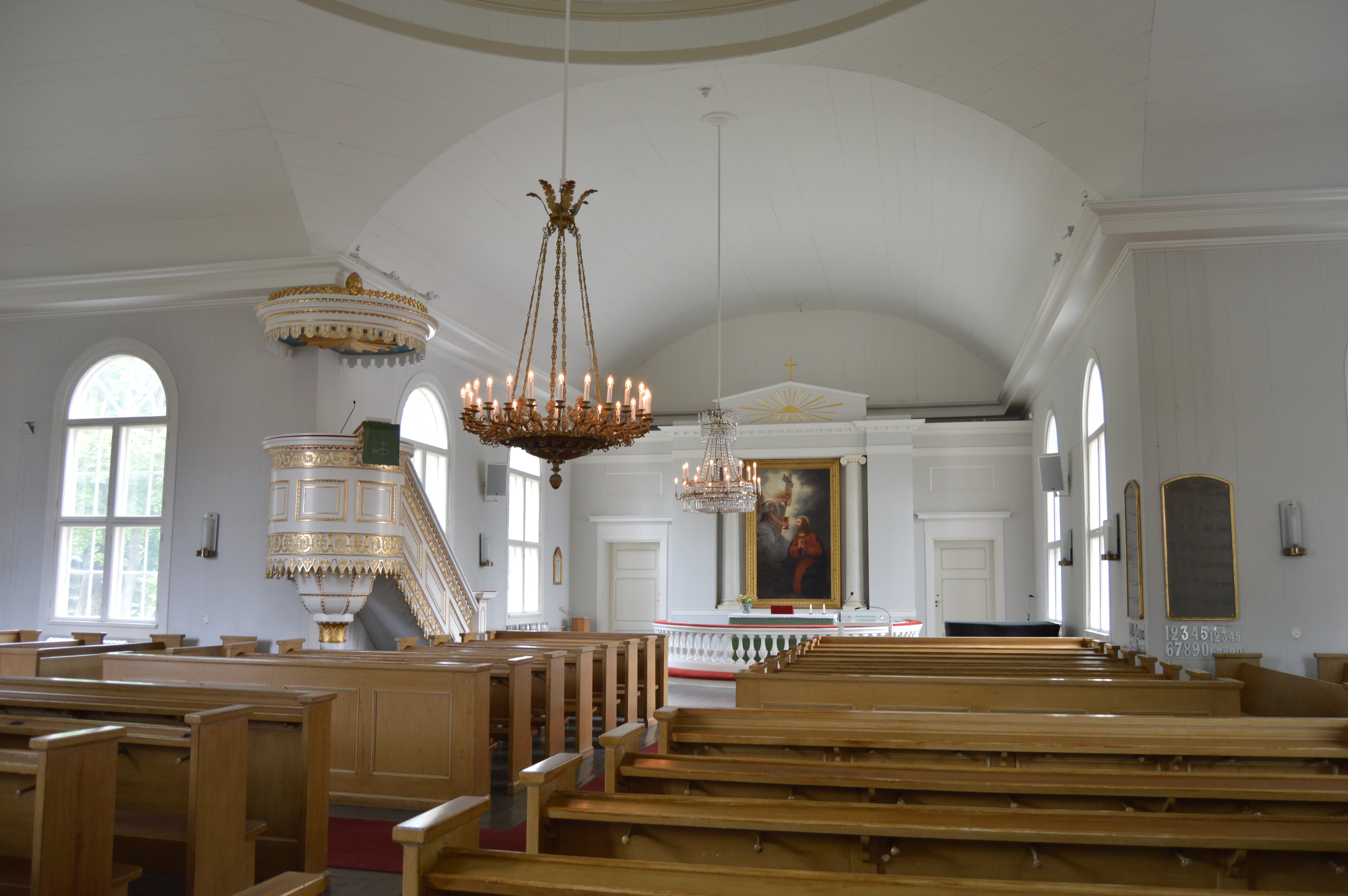
L'intérieur.